# Belba helvetica
Belba helvetica är en kvalsterart som beskrevs av Schweizer 1956. Belba helvetica ingår i släktet Belba och familjen Damaeidae. Inga underarter finns listade.